# 滋賀県道216号雨降野今在家八日市線
滋賀県道216号雨降野今在家八日市線（しがけんどう216ごう あめふりのいまざいけようかいちせん）は、滋賀県犬上郡豊郷町から東近江市浜野町交点に至る一般県道である。

## 概要
犬上郡豊郷町大字雨降野から東近江市八日市浜野町に至る。
東近江市街地の近江鉄道本線・近江鉄道八日市線 八日市駅から東へ伸びる通称「駅前グリーンロード」の大半を占める。

### 路線データ
- 起点：犬上郡豊郷町大字雨降野（雨降野交差点、滋賀県道13号彦根八日市甲西線交点、滋賀県道222号北落豊郷線上）
- 終点：東近江市八日市浜野町（浜野町交差点、滋賀県道13号彦根八日市甲西線交点、滋賀県道211号八日市停車場線終点）
- 総延長：17.2 km

## 路線状況

### 通称
- 駅前グリーンロード

### バイパス
- 御河辺神社から法務局前交点まで（駅前グリーンロードの一部）

### 重複区間
- 滋賀県道222号北落豊郷線（犬上郡豊郷町大字雨降野・雨降野交差点（起点） - 犬上郡甲良町大字長寺）
- 滋賀県道220号松尾寺豊郷線（愛知郡愛荘町竹原 - 愛知郡愛荘町岩倉）
- 滋賀県道327号湖東八日市線（東近江市横溝町 - 横溝出屋敷交差点 - 東近江市下岸本町）

### 道路施設

#### 橋梁
- 金剛寺橋（宇曽川、愛知郡愛荘町）
- 落合橋（南川、東近江市）
- 平松橋（五の谷川、東近江市）
- 御河辺（みかべ）橋（愛知川、東近江市）

## 地理

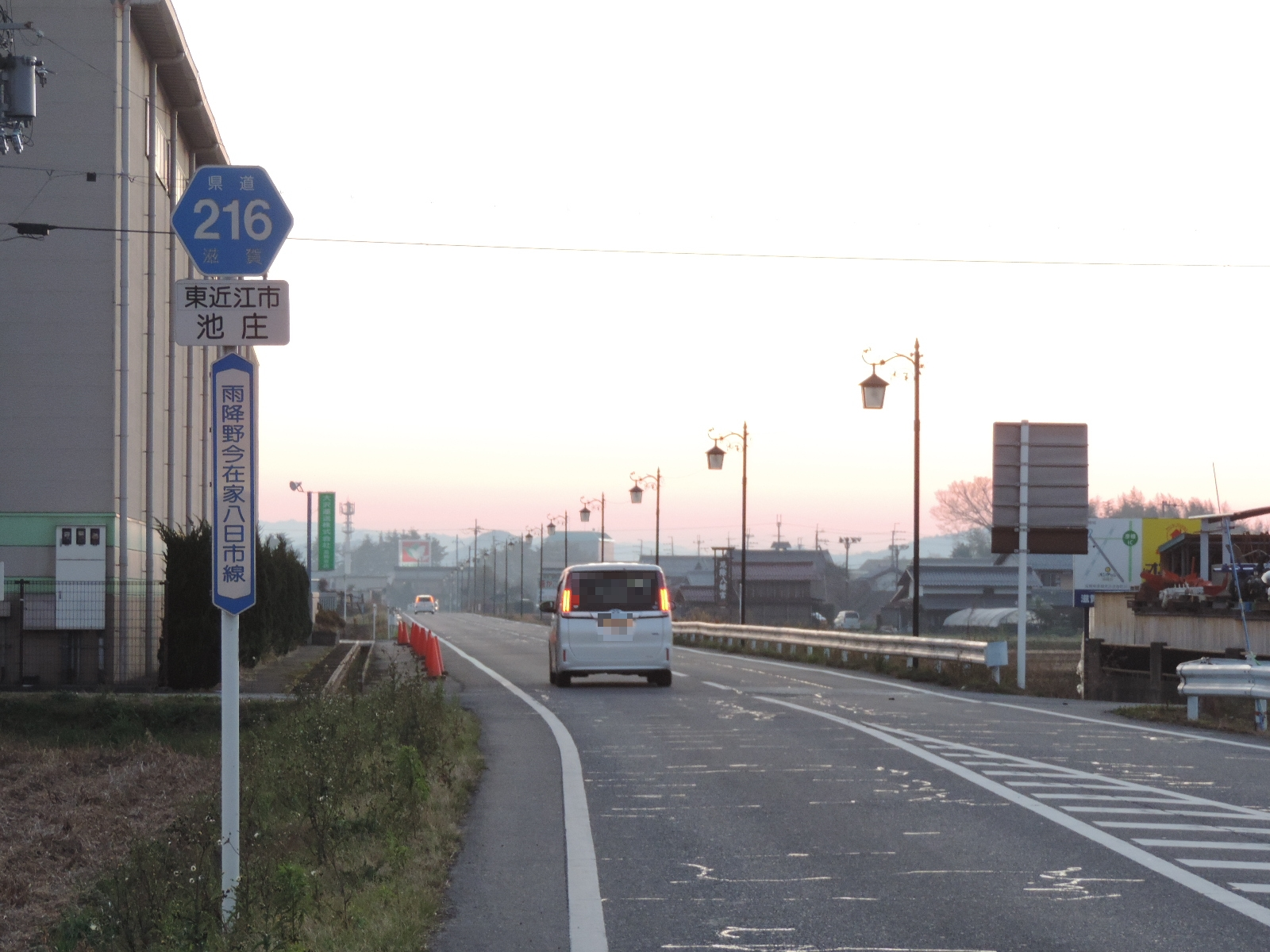
東近江市池庄町（2017年撮影）

### 通過する自治体
- 滋賀県
  - 犬上郡豊郷町 - 犬上郡甲良町 - 愛知郡愛荘町 - 東近江市

### 交差する道路
| 交差する道路                                                                             | 市町村名 | 市町村名 | 交差する場所 | 交差する場所         |
| ---------------------------------------------------------------------------------------- | -------- | -------- | ------------ | -------------------- |
| 滋賀県道13号彦根八日市甲西線 滋賀県道222号北落豊郷線 重複区間起点                        | 犬上郡   | 豊郷町   | 大字雨降野   | 雨降野交差点 / 起点  |
| 滋賀県道222号北落豊郷線 重複区間終点                                                     | 犬上郡   | 甲良町   | 大字長寺     |                      |
| 滋賀県道220号松尾寺豊郷線 重複区間起点                                                   | 愛知郡   | 愛荘町   | 竹原         |                      |
| 滋賀県道218号横溝秦荘線                                                                  | 愛知郡   | 愛荘町   | 岩倉         |                      |
| 滋賀県道220号松尾寺豊郷線 重複区間終点                                                   | 愛知郡   | 愛荘町   | 岩倉         |                      |
| 滋賀県道28号湖東愛知川線                                                                 | 東近江市 | 東近江市 | 今在家町     | 今在家交差点         |
| 滋賀県道213号湖東彦根線 滋賀県道327号湖東八日市線 重複区間起点                           | 東近江市 | 東近江市 | 横溝町       | 横溝出屋敷交差点     |
| 滋賀県道327号湖東八日市線 重複区間終点                                                   | 東近江市 | 東近江市 | 下岸本町     |                      |
| 滋賀県道221号目加田湖東線                                                                | 東近江市 | 東近江市 | 中岸本町     | 中岸本交差点         |
| 滋賀県道217号外八日市線                                                                  | 東近江市 | 東近江市 | 神田町       |                      |
| 滋賀県道216号雨降野今在家八日市線 / 旧道                                                 | 東近江市 | 東近江市 | 神田町       | 神田町交差点         |
| 滋賀県道328号五個荘八日市線                                                              | 東近江市 | 東近江市 | 神田町       |                      |
| 外環状線 内環状線                                                                        | 東近江市 | 東近江市 | 八日市緑町   | 東近江警察署前交差点 |
| 滋賀県道216号雨降野今在家八日市線 / 旧道                                                 | 東近江市 | 東近江市 | 八日市上之町 | 法務局前交差点       |
| 滋賀県道13号彦根八日市甲西線 / 大凧通り 滋賀県道211号八日市停車場線 / 駅前グリーンロード | 東近江市 | 東近江市 | 八日市浜野町 | 浜野町交差点 / 終点  |

### 沿線
- 第一化成工業
- 愛荘町立秦荘東小学校
- 社会福祉法人椎の実会 秦川保育園
- 愛荘町立秦荘公民館
- 愛荘町立秦荘グラウンド
- 愛荘町立秦荘武道館
- 御霊神社
- 東近江市立湖東ひばり保育園
- 湖東郵便局
- 滋賀銀行 湖東出張所
- パナソニックホームズ 本社工場（旧：湖東工場）
- フレンドマート 湖東店
- 湖東信用金庫 湖東支店
- 河桁御河辺神社
- 陽泉院
- たねや八日市の杜
- 関西みらい銀行 八日市支店
- 湖東信用金庫 緑町支店
- 西友 八日市店
- 滋賀銀行 八日市東支店
- 東近江警察署
- 東近江市役所
- 滋賀労働局東近江労働基準監督署
- 東近江簡易裁判所（八日市簡易裁判所より改称）
- 大津地方法務局彦根支局東近江出張所
- スターバックス 東近江八日市店
- 滋賀県立八日市高等学校
- 滋賀県民信用組合八日市支店
- 京都銀行八日市支店
- アル・プラザ八日市
- 近江鉄道本線・近江鉄道八日市線 八日市駅

## ギャラリー

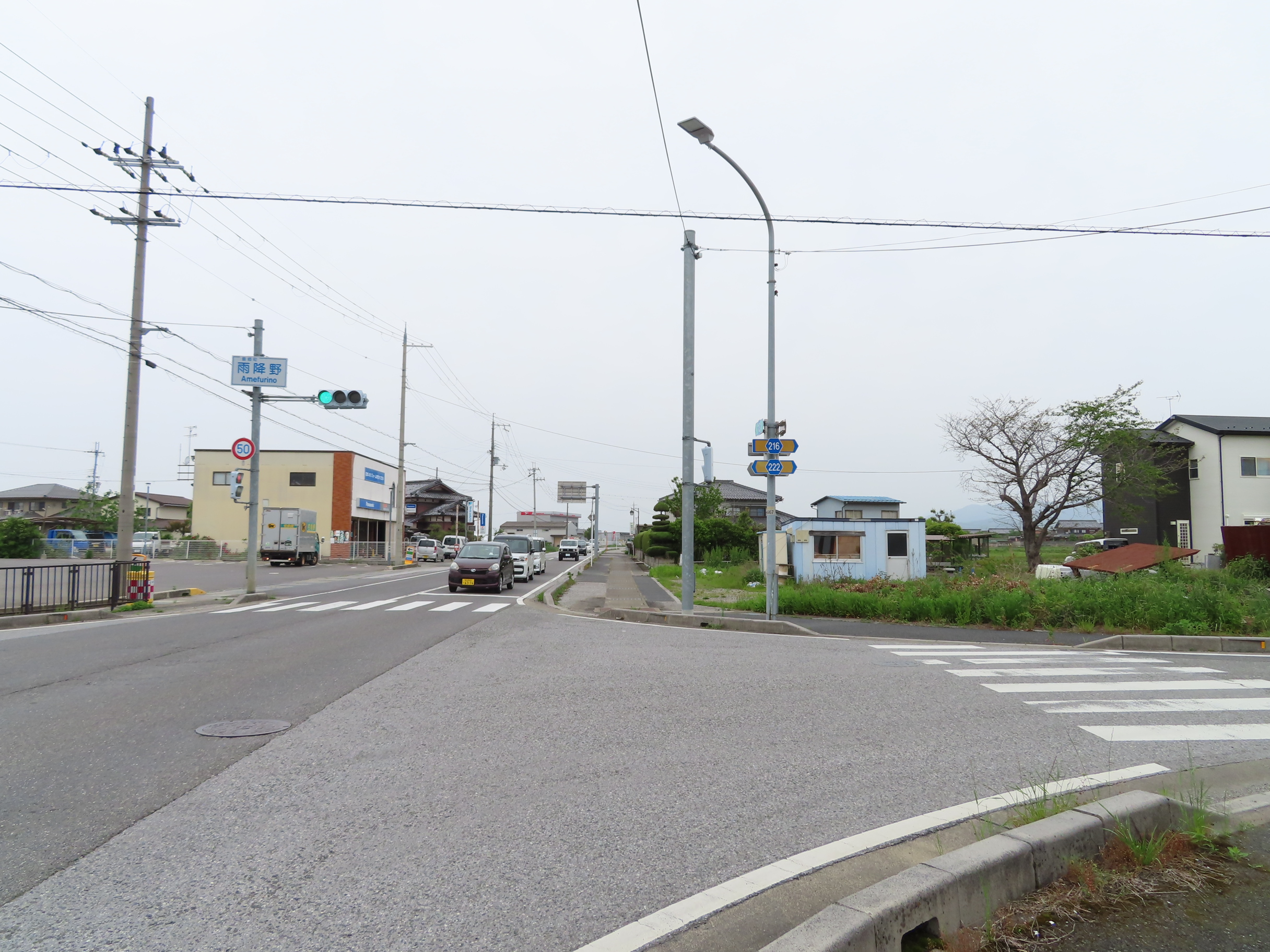
起点の雨降野交差点（犬上郡豊郷町）
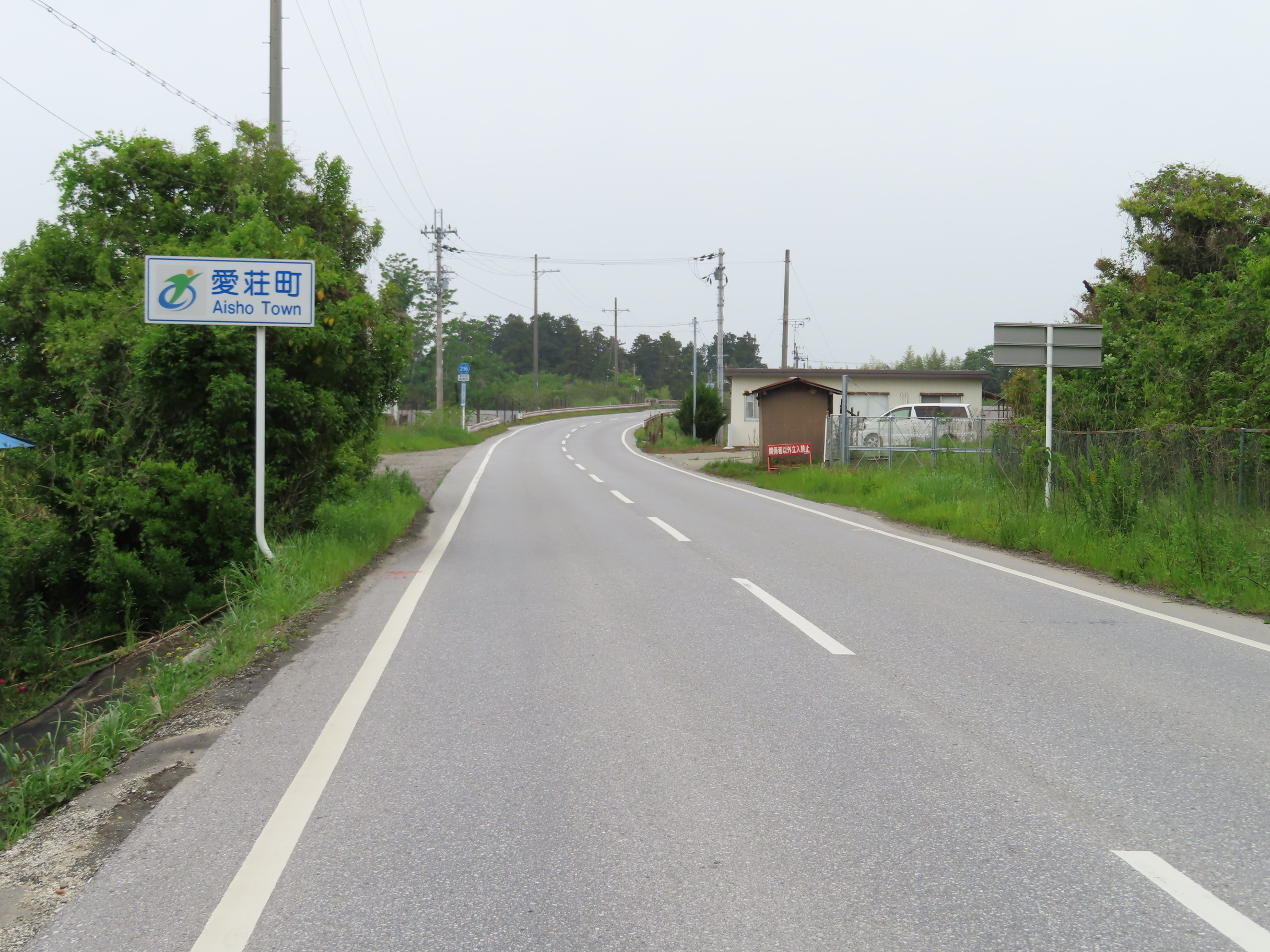
愛知郡愛荘町と東近江市の境界。
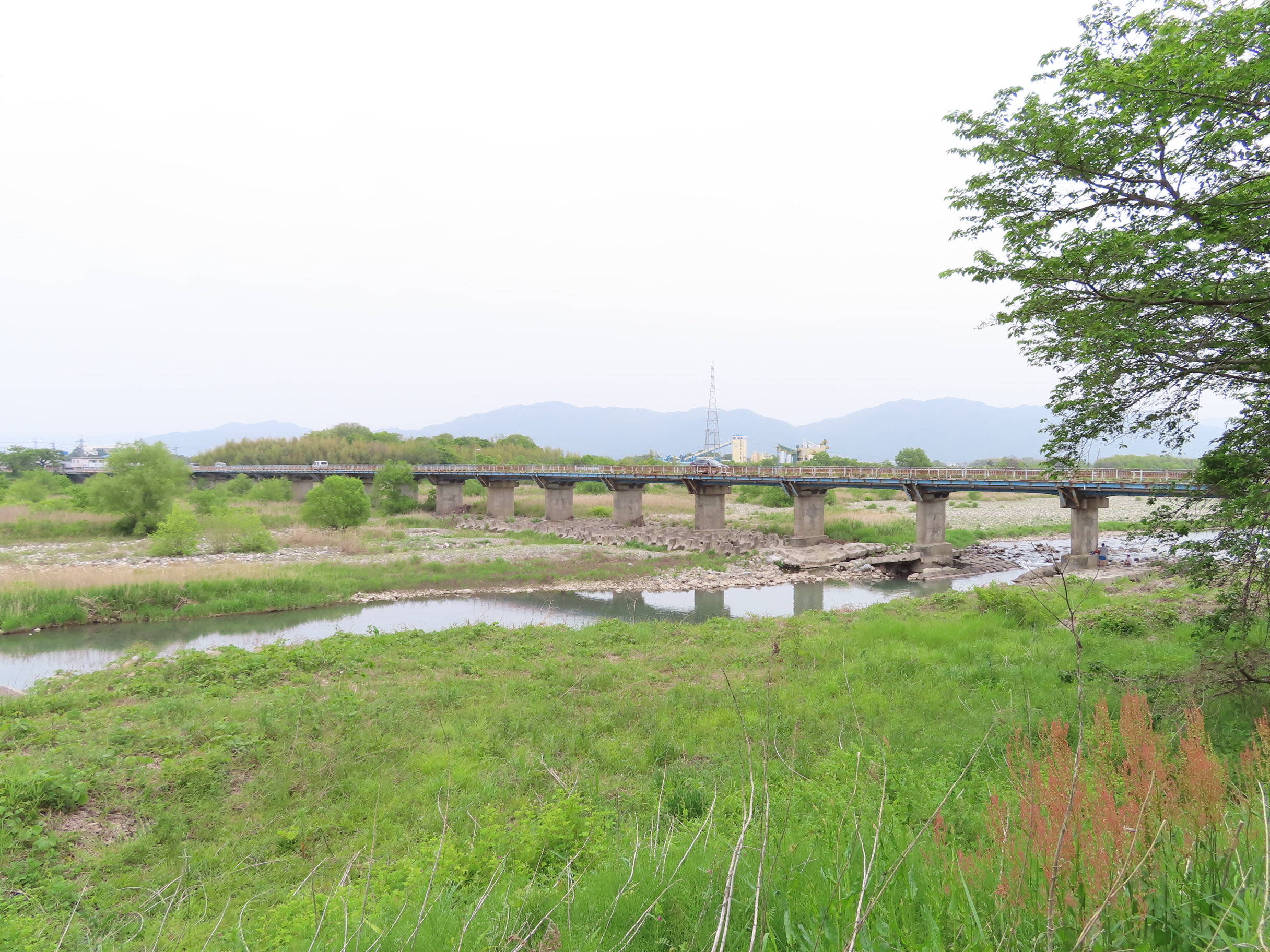
愛知川をまたぐ御河辺（みかべ）橋（東近江市）。
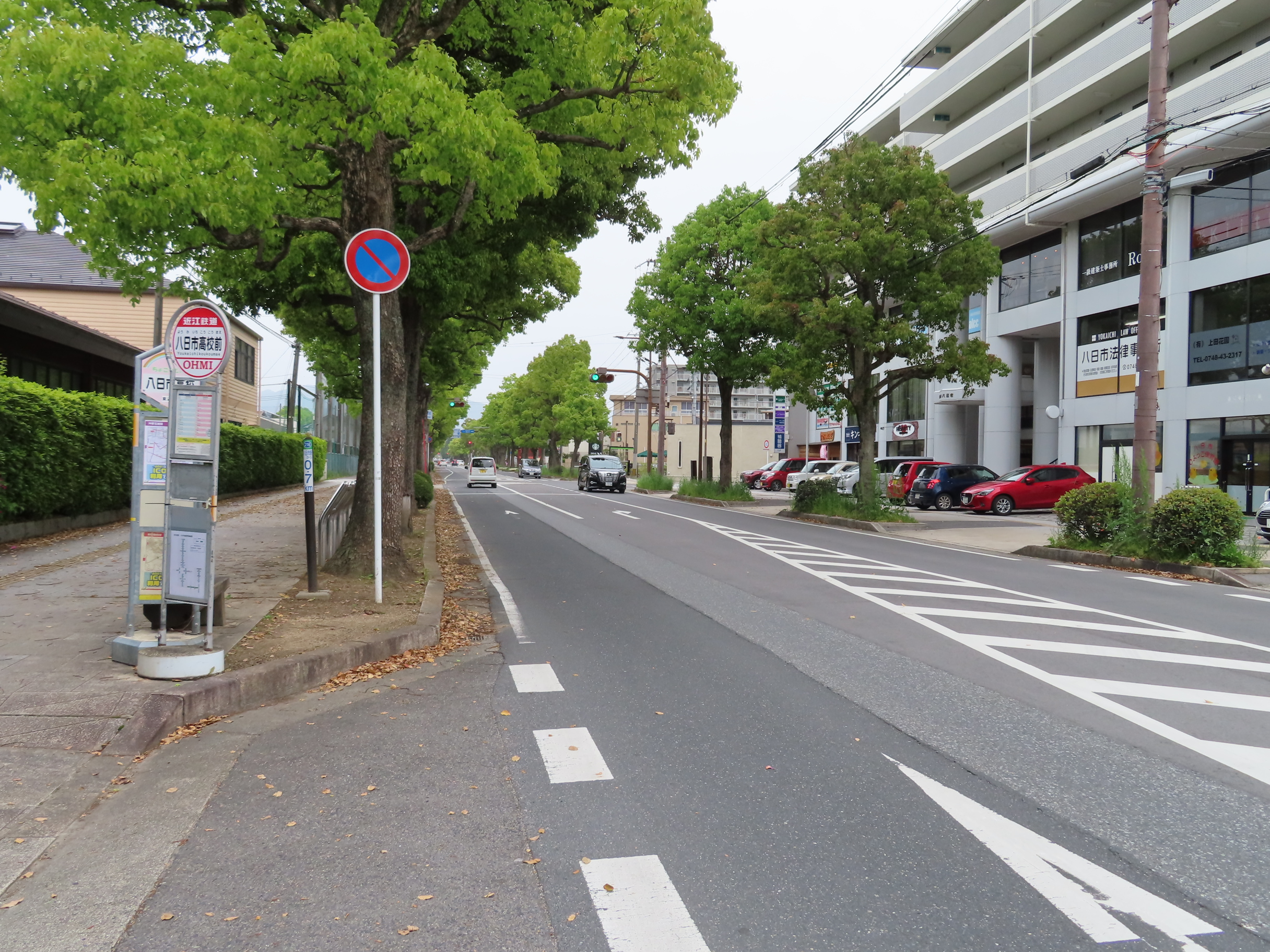
駅前グリーンロード